# Campeonato Italiano de Rugby 2006-07
El Campeonato de Rugby de Italia de 2006-07 fue la 77.ª edición de la primera división del rugby de Italia.

## Sistema de disputa
El torneo se desarrolló en dos etapas, una fase regular en la cual los equipos disputaron encuentros en condición de local y de visitante frente a cada uno de sus rivales.
Luego se disputará una etapa de eliminación directa, en la cual los primeros cuatro equipos de la fase regular clasifican a las semifinales en la búsqueda por el campeonato.
El último equipo en la tabla general desciende directamente a la Serie B.

## Desarrollo
- Tabla de posiciones:[1]

| Pos. | Equipo           | Encuentros | Encuentros | Encuentros | Encuentros | Tantos | Tantos | Tantos | PB | Puntos |
| Pos. | Equipo           | PJ         | PG         | PE         | PP         | F      | C      | Dif    | PB | Puntos |
| ---- | ---------------- | ---------- | ---------- | ---------- | ---------- | ------ | ------ | ------ | -- | ------ |
| 1.º  | Benetton Treviso | 18         | 14         | 1          | 3          | 495    | 276    | +219   | 9  | 67     |
| 2.º  | Rugby Viadana    | 18         | 14         | 0          | 4          | 504    | 312    | +192   | 6  | 62     |
| 3.º  | Rugby Calvisano  | 18         | 13         | 0          | 5          | 417    | 306    | +111   | 7  | 59     |
| 4.º  | Petrarca Padova  | 18         | 13         | 0          | 5          | 435    | 283    | +152   | 6  | 58     |
| 5.º  | GRAN Parma       | 18         | 8          | 1          | 9          | 404    | 389    | +15    | 9  | 43     |
| 6.º  | Rugby Parma      | 18         | 8          | 1          | 9          | 385    | 378    | +7     | 8  | 42     |
| 7.º  | Capítolina       | 18         | 6          | 1          | 11         | 346    | 477    | -131   | 5  | 31     |
| 8.º  | Rugby Rovigo     | 18         | 4          | 0          | 14         | 325    | 410    | -85    | 8  | 24     |
| 9.º  | Amatori Catania  | 18         | 4          | 0          | 14         | 294    | 531    | -237   | 7  | 23     |
| 10.º | L'Aquila Rugby   | 18         | 4          | 0          | 14         | 280    | 523    | -243   | 4  | 16     |

|  | Clasificado a Semifinales. |
|  | Descendido a la Serie B.   |

### Semifinales
| Equipo 1        | Equipo 2         | Ida   | Vuelta |
| --------------- | ---------------- | ----- | ------ |
| Petrarca Padova | Benetton Treviso | 20-18 | 5-20   |
| Rugby Viadana   | Rugby Calvisano  | 10-19 | 30-19  |

### Final
| 19 de mayo de 2007 | Benetton Treviso | 28 - 24 | Rugby Viadana |  |  |

| Bandera de Italia        |
| Campeón Benetton Treviso |
| Décimo tercer título     |